# Gyula Zsivótzky
Gyula Zsivótzky, född 25 februari 1937 i Budapest, död 29 september 2007 i Budapest, var en ungersk friidrottare.
Zsivótzky blev olympisk mästare i släggkastning vid olympiska sommarspelen 1968 i Mexico City.